# Paul Niedermann
Paul Niedermann (1. listopadu 1927 Karlsruhe – 7. prosince 2018 Paříž) byl německo - židovský novinář a fotograf.

## Životopis
V roce 1940 Niedermann unikl ze své vlasti Německa do francouzské provincie Pyrénées-Atlantiques. Niedermann byl jedním ze židovských dětí v sirotčinci ve francouzském městě Izieu. Po útěku do Švýcarska v roce 1944 se mu podařilo uniknout nacistickému zajetí. Kniha s názvem Children of Izieu (Děti z Izieu) byla napsána o sirotčinci, který chránil židovské děti před nacistickou vládou. Niedermann později svědčil v soudním procesu proti Klausovi Barbiemu. Ten v dubnu 1944 nařídil deportaci 44 židovských dětí do koncentračního tábora Osvětim ze sirotčince v Izieu.
Po skončení druhé světové války se Niedermann usadil v Paříži a stal se spisovatelem a fotografem. Jeho svědectví proti Klausovi Barbiemu, Niedermanna odvedlo zpátky do jeho domovského města Karlsruhe, kde vyprávěl o zápasu, který podstoupil, aby se vyhnul nacistickému zajetí. Po soudním procesu byl vyzván, aby vystoupil na mnoha přednáškách.
V roce 2007 získal Kříž Řádu za zásluhy Spolkové republiky Německo.
Paul Niedermann zemřel 7. prosince 2018 ve věku 91 let.